# Okręg wyborczy województwo gorzowskie do Senatu Rzeczypospolitej Polskiej
Okręg wyborczy województwo gorzowskie do Senatu Rzeczypospolitej Polskiej obejmował w latach 1989–2001 obszar województwa gorzowskiego. Wybierano w nim 2 senatorów, przy czym w latach 1989–1991 obowiązywała zasada większości bezwzględnej, zaś w latach 1991–2001 większości względnej.
Powstał w 1989 wraz z przywróceniem instytucji Senatu. Zniesiony został w 2001, na jego obszarze utworzono nowe okręgi nr 8, 37, 39 i 40.
Siedzibą okręgowej komisji wyborczej był Gorzów Wielkopolski.

## Reprezentanci okręgu
| Rok  | Senator komitet wyborczy                        | Senator komitet wyborczy                        | Senator komitet wyborczy                        | Senator komitet wyborczy                           |
| ---- | ----------------------------------------------- | ----------------------------------------------- | ----------------------------------------------- | -------------------------------------------------- |
| 1989 |                                                 | Stanisław Żytkowski                             |                                                 | Stefania Hejmanowska                               |
| 1991 |                                                 | Zbigniew Pusz Wyborcza Akcja Katolicka          |                                                 | Andrzej Pawlik Unia Demokratyczna                  |
| 1993 |                                                 | Zdzisław Jarmużek Sojusz Lewicy Demokratycznej  |                                                 | Mieczysław Protasowicki Polskie Stronnictwo Ludowe |
| 1997 |                                                 | Zdzisław Jarmużek Sojusz Lewicy Demokratycznej  | Elżbieta Płonka Akcja Wyborcza Solidarność      |                                                    |
| 2001 | okręg zniesiony, patrz okręgi nr 8, 37, 39 i 40 | okręg zniesiony, patrz okręgi nr 8, 37, 39 i 40 | okręg zniesiony, patrz okręgi nr 8, 37, 39 i 40 | okręg zniesiony, patrz okręgi nr 8, 37, 39 i 40    |

## Wyniki wyborów
Symbolem „●” oznaczono senatorów ubiegających się o reelekcję.

### Wybory parlamentarne 1989
| Kandydat                                                          | Głosów | %     |
| ----------------------------------------------------------------- | ------ | ----- |
| Stanisław Żytkowski                                               | 94 934 | 56,51 |
| Stefania Hejmanowska                                              | 94 732 | 56,39 |
| Janusz Gramza                                                     | 22 661 | 13,49 |
| Rozalia Aleksandrowicz                                            | 14 074 | 8,38  |
| Wiktor Kinecki                                                    | 12 970 | 7,72  |
| Jan Świrepo                                                       | 12 663 | 7,54  |
| Aleksander Zielonka                                               | 10 884 | 6,48  |
| Zdzisław Morawski                                                 | 10 582 | 6,30  |
| Piotr Ślepowroński                                                | 9998   | 5,95  |
| Edward Polak                                                      | 5979   | 3,56  |
| Franciszek Śliwiński                                              | 5636   | 3,36  |
| Bonifacy Kozłowski                                                | 4149   | 2,47  |
| Ryszard Kozikowski                                                | 3440   | 2,05  |
| Liczba głosów ważnych: 167 982 Źródło: Państwowa Komisja Wyborcza |        |       |

### Wybory parlamentarne 1991
| Kandydat                                              | Kandydat                 | Komitet wyborczy                                     | Głosów |
| ----------------------------------------------------- | ------------------------ | ---------------------------------------------------- | ------ |
|                                                       | Zbigniew Pusz            | Wyborcza Akcja Katolicka                             | 22 017 |
|                                                       | Andrzej Pawlik           | Unia Demokratyczna                                   | 21 589 |
|                                                       | Lech Piasecki            | KW Organizacji Sportowych                            | 21 510 |
|                                                       | Rozalia Aleksandrowicz   | Stronnictwo Demokratyczne                            | 20 820 |
|                                                       | Zdzisław Jarmużek        | Sojusz Lewicy Demokratycznej                         | 17 738 |
|                                                       | Wojciech Szczepanowski   | Unia Demokratyczna                                   | 17 478 |
|                                                       | Jacek Borsukiewicz       | Porozumienie Obywatelskie Centrum                    | 17 425 |
|                                                       | Władysław Klimek         | Chrześcijańska Demokracja                            | 16 989 |
|                                                       | Jerzy Skrzypczyński      | Niezależny Samorządny Związek Zawodowy „Solidarność” | 16 764 |
|                                                       | Ryszard Dyrak            | KWW „Niezależni”                                     | 16 308 |
|                                                       | Maria Walczyńska-Rechmal | Sojusz Lewicy Demokratycznej                         | 15 798 |
|                                                       | Zygmunt Musiała          | Polskie Stronnictwo Ludowe Sojusz Programowy         | 11 635 |
|                                                       | Ryszard Sawicki          | Komitet Niezależnego Kandydata R. Sawickiego         | 11 485 |
|                                                       | Mirosław Zubala          | Stowarzyszenie Polskich Rezerwistów Wojskowych       | 4338   |
| Frekwencja: 38,09% Źródło: Państwowa Komisja Wyborcza |                          |                                                      |        |

### Wybory parlamentarne 1993
| Kandydat                                              | Kandydat                 | Komitet wyborczy                                     | Głosów |
| ----------------------------------------------------- | ------------------------ | ---------------------------------------------------- | ------ |
|                                                       | Zdzisław Jarmużek        | Sojusz Lewicy Demokratycznej                         | 56 128 |
|                                                       | Mieczysław Protasowicki  | Polskie Stronnictwo Ludowe                           | 41 332 |
|                                                       | Andrzej Pawlik●          | Unia Demokratyczna                                   | 29 958 |
|                                                       | Zenon Adamski            | Niezależny Samorządny Związek Zawodowy „Solidarność” | 26 620 |
|                                                       | Rozalia Aleksandrowicz   | KW „Niezależni”                                      | 25 287 |
|                                                       | Lidia Pawłowska-Kujawiak | Konfederacja Polski Niepodległej                     | 25 059 |
|                                                       | Marek Surmacz            | Zjednoczenie Chrześcijańsko-Narodowe                 | 23 589 |
|                                                       | Piotr Batkowski          | Społeczny KW w woj. gorzowskim                       | 19 446 |
|                                                       | Wojciech Szczepanowski   | Unia Demokratyczna                                   | 18 506 |
|                                                       | Ryszard Bronisz          | Kongres Liberalno-Demokratyczny                      | 14 705 |
|                                                       | Lech Gorywoda            | „Zjednoczenie Polskie”                               | 10 452 |
|                                                       | Stanisław Rucki          | Stronnictwo Demokratyczne                            | 8056   |
| Frekwencja: 50,24% Źródło: Państwowa Komisja Wyborcza |                          |                                                      |        |

### Wybory parlamentarne 1997
| Kandydat                                              | Kandydat                 | Komitet wyborczy                                                                          | Głosów |
| ----------------------------------------------------- | ------------------------ | ----------------------------------------------------------------------------------------- | ------ |
|                                                       | Zdzisław Jarmużek●       | Sojusz Lewicy Demokratycznej                                                              | 54 614 |
|                                                       | Elżbieta Płonka          | Akcja Wyborcza Solidarność                                                                | 52 861 |
|                                                       | Jan Korol                | Sojusz Lewicy Demokratycznej                                                              | 47 752 |
|                                                       | Marek Surmacz            | Ruch Odbudowy Polski                                                                      | 31 903 |
|                                                       | Ryszard Bodziacki        | Unia Wolności                                                                             | 25 816 |
|                                                       | Andrzej Pawlik           | Unia Wolności                                                                             | 24 490 |
|                                                       | Krzysztof Habich         | KW Krzysztofa Tadeusza Habicha niezależnego kandydata do Senatu Rzeczypospolitej Polskiej | 18 962 |
|                                                       | Mieczysław Protasowicki● | Polskie Stronnictwo Ludowe                                                                | 13 566 |
|                                                       | Lech Łodziewski          | Chrześcijańska Unia Robotniczo-Chłopska                                                   | 6935   |
| Frekwencja: 42,89% Źródło: Państwowa Komisja Wyborcza |                          |                                                                                           |        |